# انریکو مورس اورملا
انریکو مورس اورملا (انگلیسی: Enrique Moles Ormella؛ زاده ۲۶ اوت ۱۸۸۳ درگذشته ۳۰ مارس ۱۹۵۳) یک دانشمند در زمینه شیمی‌فیزیک بود. 